# Michael Freedman
Michael Hartley Freedman (Los Angeles, 21 aprile 1951) è un matematico statunitense, vincitore della Medaglia Fields, nel 1986, per i suoi contributi nella topologia in dimensione bassa. 
Lavora per la Microsoft in un gruppo di ricerca sui computer quantistici.

## Biografia
Freedman sostiene il suo PhD in matematica nella Università di Princeton nel 1973 sotto la supervisione di William Browder. Dal 1973 al 1975 è titolare di un posto al dipartimento di matematica della Università della California a Berkeley. Nel 1975 diventa membro dell'Institute for Advanced Study e nel 1976 si sposta all'Università della California - San Diego.
Nel 1986 vince la medaglia Fields per aver risolto la congettura di Poincaré in dimensione 4. Più precisamente, Freedman ha dimostrato il seguente fatto:
Ogni varietà topologica chiusa di dimensione 4 omotopicamente equivalente alla sfera quadridimensionale {\displaystyle S^{4}} è omeomorfa ad {\displaystyle S^{4}}. 
La congettura di Poincaré nella forma originale è stata formulata alla fine del XIX secolo: si tratta dello stesso enunciato in dimensione 3 invece che 4. Tale congettura è stata risolta vent'anni dopo dal matematico russo Grigori Perelman, anch'egli vincitore di una medaglia Fields (da lui, peraltro, rifiutata).